# Сильваши, Эрик
Эрик Сильваши (венг. Szilvássy Erik род. 21 декабря 1994) — венгерский борец греко-римского стиля, призёр чемпионатов мира и Европы. Чемпион мира 2017 и Европы 2016 года среди молодёжи.

## Биография
Родился в 1994 году. Борьбой активно начал заниматься с 2006 года.  В 2016 году стал чемпионом Европы среди молодёжи. 
В 2017 году стал чемпионом мира среди борцов не старше 23-х лет, на турнире который проходил в Польше. 
На чемпионате Европы в Бухаресте в 2019 году завоевал бронзовую медаль взрослого чемпионата в категории до 87 кг.
В апреле 2025 года на чемпионате Европы в Братиславе в весовой категории до 82 кг завоевал серебряную медаль. В финальной схватке уступил сопернику из Азербайджана Гурбану Гурбанову.